# Serang (Petarukan)
Serang is een bestuurslaag in het regentschap Pemalang van de provincie Midden-Java, Indonesië. Serang telt 6437 inwoners (volkstelling 2010).